# Roccacasale
Roccacasale er en kommune i den italienske provins L'Aquila i regionen Abruzzo. Byen er bygget op ad en bjergside på Monte della Rocca i den centrale del af Apenninerne.
1. ↑  demo.istat.it (fra Wikidata).